# Italia (época romana)
Italia, bajo la República romana y durante el posterior Imperio, era el nombre que se daba a la península itálica, la cual constituía, de iure, el territorio metropolitano de la antigua Roma y que, en cuanto extensión natural del Ager Romanus, gozaba de un estatus administrativo, fiscal y jurídico único, privilegiado y distinto de los de las provincias y de cualquier otro territorio bajo dominio romano situado fuera de ella.

## Bajo la República y la organización de Augusto

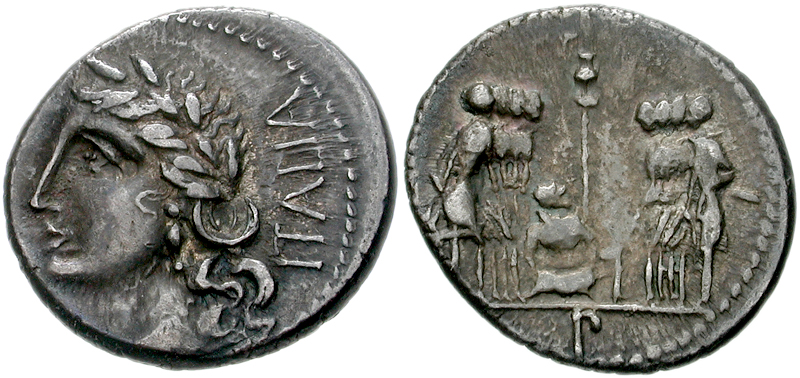
Moneda en plata del acuñada en Corfinium (Corfinio) durante la guerra Social, exhibiendo la inscripción ITALIA, al borde de la personificación de Italia, representada como una diosa con corona de laurel, símbolo de victoria.

Durante la República, Italia, que se extendía entonces desde los ríos Rubicón (al este) y Arno (al oeste) hasta la punta más meridional de Calabria, no era una provincia, sino más bien el territorio de la ciudad de Roma, teniendo así un estatus especial: por ejemplo, los comandantes militares no podían llevar sus ejércitos dentro de ella y, por ello, cuando Julio César pasó el Rubicón con sus legiones, marcó el comienzo de una guerra civil.

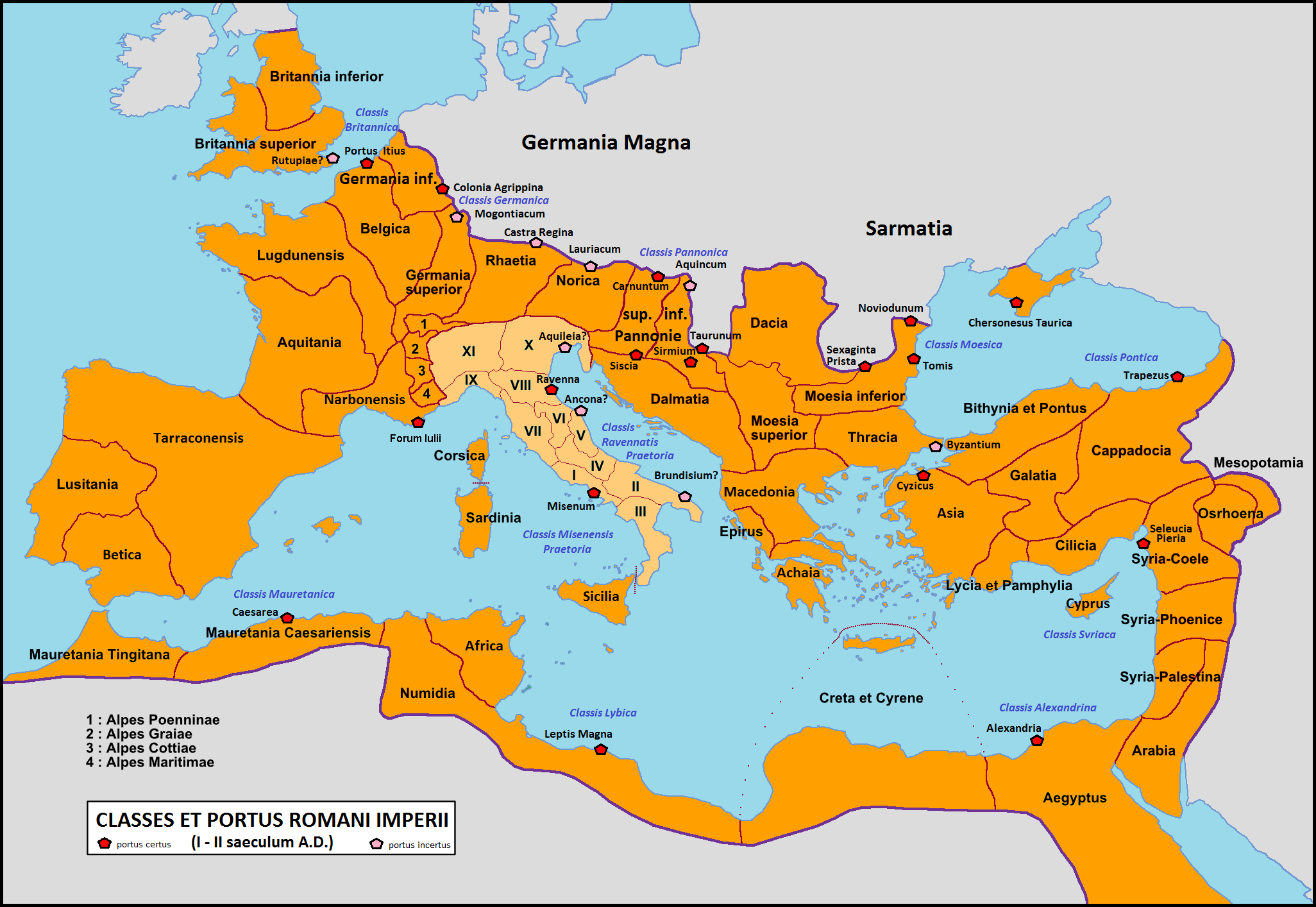
La Italia romana y sus regiones (en color salmón), tras la organización de Augusto.

Inicialmente, en época griega, el nombre de Italia abarcaba una porción peninsular que cambió a lo largo del tiempo. Según Estrabón (Geografía, v 1), al principio el nombre indicaba la tierra entre el estrecho de Mesina y la línea que unía el golfo de Salerno y el de Tarento; más tarde, en época romana, Italia se amplió hasta incluir toda la península, así como el norte de Italia continental hasta los pies de los Alpes y parte de la península de Istria, teniendo como límite costero oriental la ciudad de Colonia Pietas Iulia (ex ciudad italiana de Pola) y, como límite occidental, el río Var (el cual hacía de frontera entre las provincias galas e Italia y, en épocas posteriores, de frontera histórica entre los antiguos Estados italianos y Francia).
Con el final de la guerra Social, al comienzo del siglo I a. C., y más exactamente en el año 89 a. C., Roma había permitido a todos sus aliados itálicos (socii) entrar con pleno derecho en la vida política romana, otorgando la plena ciudadanía romana, a través de la Lex Plautia Papiria, a todos los habitantes de la península itálica residentes al sur del río Po: es decir, a todos aquellos itálicos que no la habían ya recibida en los siglos anteriores y residentes dentro de los límites de la Italia propiamente dicha (constituida por los territorios peninsulares situados al sur de los ríos Arno y Rubicón) y, al mismo tiempo, a todos los habitantes de la llamada «Galia Cispadana», correspondiente a la porción meridional (comprendida entre los ríos Arno y Rubicón, al sur, y el río Po al norte) de la que hasta entonces se conocía como Galia Cisalpina (Italia septentrional).
Finalmente, Julio César, en el año 49 a. C., a través de la Lex Roscia, otorgó la plena ciudadanía romana también a todos los habitantes libres de la «Galia Transpadana» (esto es, la parte de la Galia Cisalpina comprendida entre el río Po, al sur, y los Alpes al norte), la cual, en el año 42 a. C., junto a la «Galia Cispadana» —los dos territorios que componían la Galia Cisalpina— deja definitivamente de ser una provincia y de ser conocida con este nombre, siendo anexada al territorio de Italia y volviéndose, desde entonces, la más septentrional de las tierras itálicas, extendiendo así el territorio y el nombre de Italia hasta los pies de los Alpes.
Entre finales de la República y comienzo del Imperio, y sobre todo desde la concesión de la ciudadanía romana a todos los itálicos, Italia, a diferencia de los 
territorios provinciales (además de constituir el territorio metropolitano de Roma ya desde las anteriores etapas republicanas), debido a su estatus poseía también el título de Domina Provinciarum (Soberana de las Provincias) y, en los primeros siglos de esplendor imperial y cuál patria ancestral de los romanos, los títulos de Rectrix Mundi (Gobernadora del Mundo) y Omnium Terrarum Parens (Madre de todas las Tierras).
Algunas ciudades provinciales, es decir, situadas fuera de Italia, que se distinguían por particulares méritos, podían ser premiadas con el ius italicum, máxima concesión que una ciudad provincial podía recibir del Estado romano, la cual hacía que a los habitantes de tal comunidad se le concediesen todos los privilegios de los itálicos, como si su ciudad estuviera jurídicamente situada en la misma Italia y no en una provincia; este honor podía ser otorgado exclusivamente por los emperadores y de manera excepcional.
Las ciudades romanas de Italia fueron abundantemente embellecidas con teatros, anfiteatros, termas, circos y templos. Alrededor del año 7 a. C., Octavio Augusto, creó una nueva división administrativa exclusiva para Italia (inexistente en las provincias), formada por once regiones (la misma ciudad de Roma quedaba incluida dentro de la Regio I Latium et Campania); estas fueron, tal como relata Plinio el Viejo en el libro III de su Naturalis Historia:
- Regio I Latium et Campania
- Regio II Apulia et Calabria
- Regio III Lucania et Bruttii
- Regio IV Samnium
- Regio V Picenum
- Regio VI Umbria et Ager Gallicus
- Regio VII Etruria
- Regio VIII Aemilia
- Regio IX Liguria
- Regio X Venetia et Histria
- Regio XI Transpadana

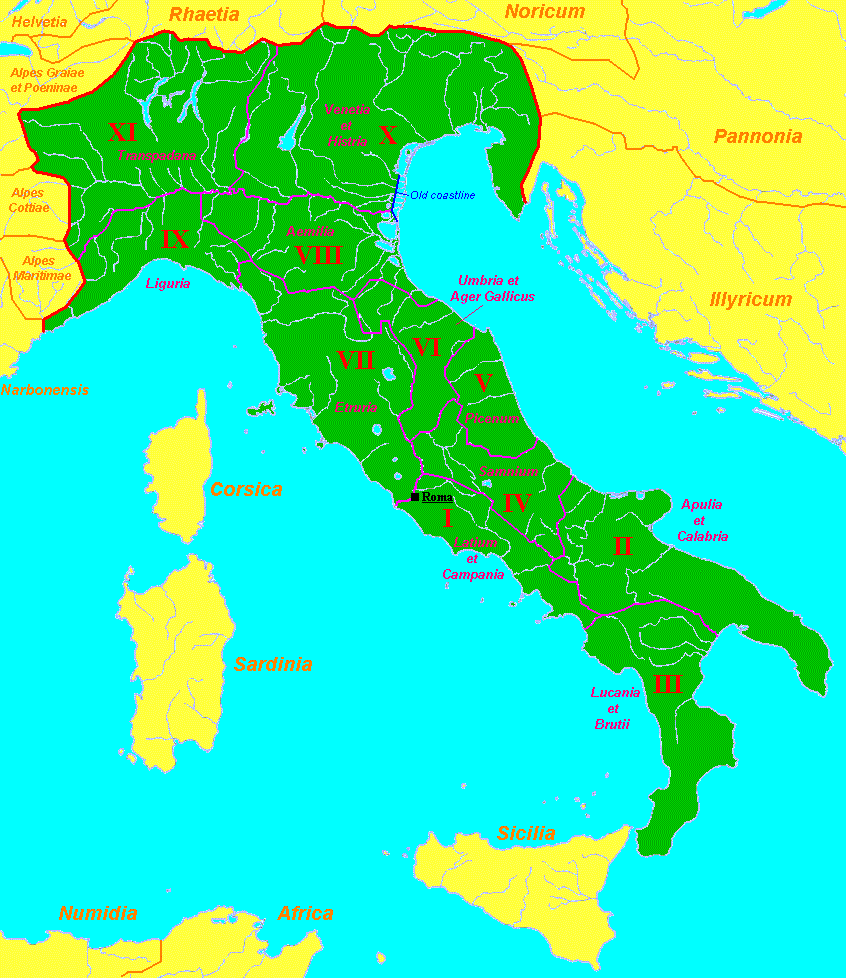
La Italia romana (en verde) tal como la organizó Augusto.

Italia se vio aún más favorecida por Augusto y por muchos de sus herederos, con la construcción, entre otras estructuras públicas, de una densa red de calzadas que atraviesan toda la península itálica y que persisten aún hoy en día.
La economía italiana floreció: la agricultura, la artesanía y la industria tuvieron un apreciable crecimiento, permitiendo la exportación de bienes en todas las provincias del Imperio. La población italiana creció también: Augusto ordenó tres censos, para documentar la presencia de ciudadanos varones en Italia. Eran 4,063.000 en el año 28 a. C. y 4,937.000 en el 14 d. C. Incluyendo a las mujeres y los niños, la población total de Italia, en el comienzo del siglo I, estaría alrededor de los diez millones.

## Italia en elsigloIII

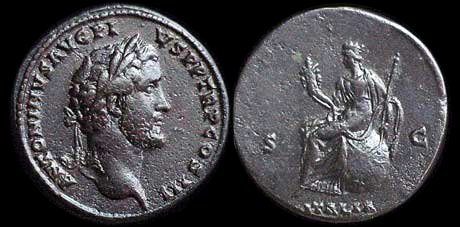
En este sestercio de Antonino Pío, la personificación de Italia está representada en el reverso.

Hasta el año 212, Italia era también el único territorio donde todos sus habitantes libres gozaban de plena ciudadanía romana, mientras, fuera de ella, en las provincias, la ciudadanía romana se limitaba a las ciudades provinciales con estatus de colonia romana y de municipia optimo iure, por eso la gran mayoría de los habitantes provinciales libres estaba compuesta por peregrini, es decir, por no ciudadanos; hasta la Constitutio Antoniniana del año 212, cuando, a través de un edicto del emperador Caracalla, se otorgó la ciudadanía romana a todos los hombres libres dentro del Imperio.
A partir de la mitad del siglo III, tras el otorgamiento de la ciudadanía romana a todo el Imperio, Italia, y con ella la misma Roma, comenzó a declinar, en favor de las provincias orientales. A finales del siglo III, Italia, como otras zonas del Imperio, padeció los ataques de pueblos bárbaros (véase Anarquía militar y Crisis del siglo III).
En la última década del siglo III, Diocleciano dividió el Imperio en cuatro partes, subdivididas en diócesis. La Diócesis Italiae, gobernada por el Augusto de Occidente, fue a su vez repartida por Constantino I en dos zonas (Italia Suburbicaria e Italia Annonaria), dirigidas por vicarios, y ambas internamente repartidas en territorios menores, administrados cada uno por correctores:

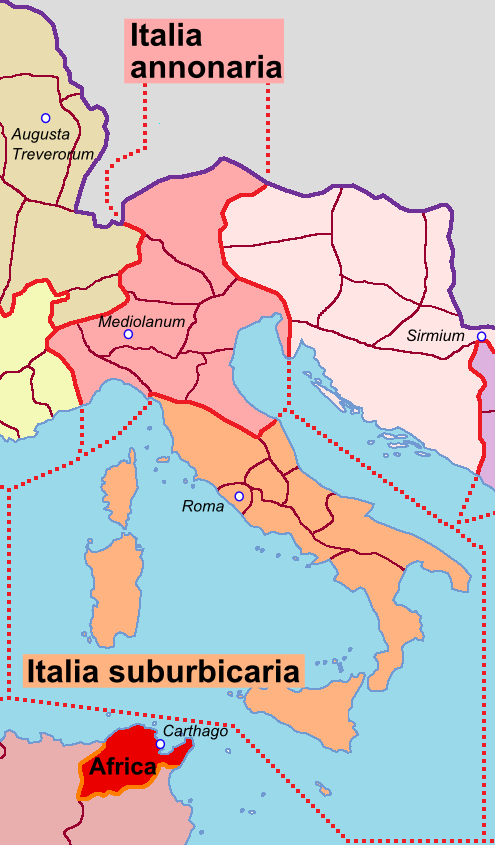
La repartición de la Diócesis Italiae entre dos vicarios, efectuada por Constantino I.

- Italia Suburbicaria, dirigida por un vicario residente en Roma
  - Tuscia et Umbria
  - Valeria
  - Piceno Suburbicario
  - Samnium
  - Campania
  - Apulia et Calabria
  - Lucania et Bruttii
  - Sicilia
  - Sardinia et Corsica

- Italia Annonaria, dirigida por un vicario residente en Mediolanum (Milán)
  - Venetia et Histria
  - Aemilia et Liguria
  - Flaminia et Picenum
  - Raetia
  - Alpes Cottiae

Siempre a finales del siglo III, tras las reformas de Diocleciano, fueron añadidas al territorio de Italia dos ex provincias senatoriales: la de Sicilia y la de Sardinia et Corsica (siendo estas dos entidades administrativas, Sicilia y Sardinia et Corsica, también los primeros dos territorios romanizados fuera de Italia, hacia la mitad de siglo III a. C.), confluyendo así ambas en la Diócesis Italiae y más exactamente en la subdivisión de Italia Suburbicaria, administrada directamente por el vicario de Roma. En la misma época fueron añadidos a la Diócesis Italiae también otros dos territorios externos a la Italia romana propiamente dicha: los de Alpes Cottiae y  Raetia, los cuales confluyeron en la subdivisión de Italia Annonaria, administrada por el vicario de Mediolanum (Milán).

## Italia en los siglosIVyV
En el Bajo Imperio, cuando los bárbaros se convirtieron en uno de los problemas más importantes, los emperadores se vieron obligados a salir de Roma y de Italia, e incluso a establecerse provisionalmente en las provincias, incrementando así aún más el declive de Italia. En 330, Constantino I, trasladó la capital del imperio a Constantinopla, con la corte imperial y la administración económica, así como las estructuras militares (como la Armada romana, que hasta entonces tenía sus flotas en los puertos italianos de Miseno y Rávena).

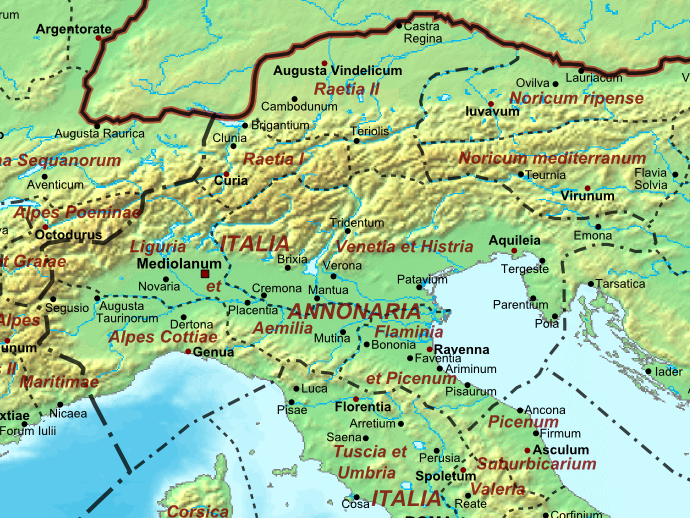
Durante el Bajo Imperio, a la Italia Annonaria de Diocleciano se le agregó una parte del territorio de la Raetia, hasta el Danubio. De esta intensa latinización al norte de los Alpes, y externa a la Italia propiamente dicha, quedan los romanches de la actual Suiza oriental.

Tras la muerte del emperador Teodosio, en 395, Italia se convirtió en parte del Imperio romano de Occidente. Luego vinieron los años de las invasiones bárbaras, y la capital de todo el Imperio de Occidente, que por aquel entonces era Mediolanum (Milán), se trasladó a Rávena, en el año 402. Posteriormente, Alarico, rey de los visigodos, saqueó la misma Roma  en el año 403; algo que no había ocurrido nunca durante siete siglos. La Italia septentrional fue atacada por los hunos de Atila, y Roma se vio nuevamente saqueada por los visigodos bajo el mando de Alarico, en el año 410.
Según la Notitia dignitatum, una lista de oficiales y funcionarios civiles y militares que se considera actualizada hasta los años 420 para la parte occidental del Imperio romano, Italia, en aquellos últimos años imperiales, estaba gobernada por un prefecto, el Praefectus Praetorio Italiae (que gobernaba al mismo tiempo tanto Italia como los territorios de Ilírico y de África), un Vicarius, y un Comes Rei Militaris. Más específicamente, las regiones italianas estaban gobernadas por ocho Consulares (uno en Venetiae et Histriae, uno en Aemiliae, uno en Liguriae, uno en Flaminiae et Piceni Annonarii, uno en Tusciae et Umbriae, uno en Piceni Suburbicarii, uno en Campaniae y uno en Siciliae), dos Correctores (uno en Apuliae et Calabriae y uno en Lucaniae et Bruttiorum) y tres Praesides (uno en Alpium Cottiarum, uno en Samnii y uno en Sardiniae et Corsicae).
Con los emperadores subordinados en la práctica a sus generales, muchos de ellos bárbaros, el gobierno imperial controlaba débilmente Italia, cuyas fronteras, en especial las costas, eran atacadas constantemente, particularmente por los vándalos desde el norte de África.
En 476, con la deposición del último emperador de Occidente, Rómulo Augústulo, a manos del general hérulo Odoacro, y el retorno de las insignias imperiales a Constantinopla, terminó el Imperio romano de Occidente. En las décadas siguientes Italia permaneció unida; primero bajo el gobierno de Odoacro, y, luego, bajo los ostrogodos, cuyo rey, Teodorico, saneó las finanzas y promovió la cultura en todo el Regnum Italiae, manteniendo las antiguas instituciones romanas.

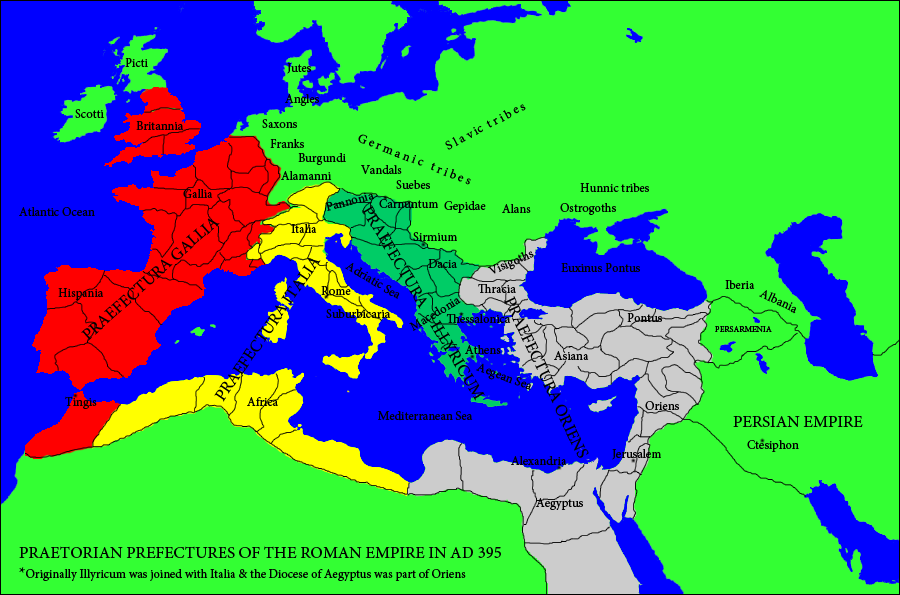
«Prefectura del pretorio de Italia» en 395 A. D. (en amarillo).

Utilizando como pretexto la sucesión de Teodorico, el emperador Justiniano envió a su general, Belisario, para "reconquistar" Italia. Tras largas guerras, que arruinaron a la península, los bizantinos derrotaron y expulsaron de Italia a los ostrogodos, sustituyendo su gobierno por un exarcado bizantino: el Exarcado de Italia. El territorio bajo control imperial fue, no obstante, reduciéndose progresivamente en favor de los nuevos invasores: los lombardos, que, a pesar de su reducido número (menos de 100.000 individuos, entre hombres, mujeres y niños, en comparación a los casi 7 millones de itálicos nativos), lograron hacerse con el control de las instituciones políticas y militares de Italia, también gracias al vacío institucional dejado por la administración bizantina, fundando en 569 el Reino lombardo de Italia, con capital en Pavia; y donde, en el curso del tiempo, la nueva élite lombarda fue adoptando gradualmente la cultura, la religión, la lengua y las costumbres latinas de los itálicos autóctonos, hasta ser totalmente absorbida por estos últimos. Desde entonces, y después de casi 800 años de unión, Italia quedó dividida en varios reinos y Estados, y no volvería políticamente a reunirse de nuevo hasta el siglo XIX.